# Полін Ранв'є
Полін Ранв'є (фр. Pauline Ranvier; нар. 14 квітня 1994 року) — французька фехтувальниця на рапірах, срібна призерка Олімпійських ігор 2020 року, призерка чемпіонатів світу та Європи.

## Виступи на Олімпіадах
| Олімпіада  | Дисципліна           | Місце |
| ---------- | -------------------- | ----- |
| Токіо 2020 | індивідуальна рапіра | 18    |
| Токіо 2020 | командна рапіра      | 2     |
| Париж 2024 | індивідуальна рапіра | 11    |
| Париж 2024 | командна рапіра      | 5     |